# Ел Муиз
Абу Тамим Маад ел-Муиз ли Дин Алах (932—975) био је четврти фатимидски калиф. Владао је од 953. године до своје смрти. Током његове владавине основана је нова престоница - Каиро.

## Биографија
Ел Муиз је свога оца Исмаил ел Мансура наследио 953. године. У време владавине овог калифа средиште Фатимидског калифата премештено је из Ифрикије у новоосвојени Египат. Године 969. Фатимиди оснивају нову престоницу - Каиро. Ел Муиз је остао упамћен као веома просвећени владар који је толерисао хришћанске и јеврејске поданике. Коптима је то дало подлогу за многе касније легенде. Приписује му се и изум наливпера.